# Animationens tolv grundprinciper
Animationens tolv grundprinciper är en samling regler för animation som introducerades av Disneys animatör Ollie Johnston och Frank Thomas i deras bok The Illusion of Life: Disney Animation (1981). Johnston och Thomas i sin tur baserade sin bok på de ledande Disneyanimatörernas arbete från 1930-talet och framåt, och deras ansträngningar för att skapa mer verklighetstrogna animationer. Huvudsyftet med reglerna var att skapa en illusion av figurer som följde de fysiska naturlagarna, men de behandlade också mer abstrakta ämnen, som emotionell timing och personligt uttryck hos figurerna.
Boken och dess regler har blivit allmänt accepterade, och boken refereras till som ”Animationens Bibel” ("Bible of animation").  1999 röstades boken fram som nummer ett bland de ”bästa böckerna om animation genom tiderna" i en enkätundersökning på internet. Trots att reglerna ursprungligen var tänkta att gälla för klassisk, tecknad animation, har de fortfarande stor relevans för dagens numera förekommande datoranimation.